# Gascogne
Gascogne (tiếng Anh: Gascony /ˈɡæskəni/; tiếng Pháp: Gascogne [ɡaskɔɲ]) là một tỉnh cũ thuộc miền tây nam nước Pháp.

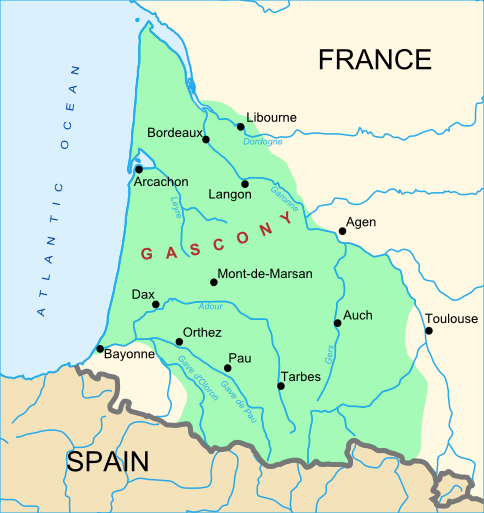
Bản đồ tỉnh Gascogne

Gacogne là vùng đất của Charles de Batz de Castelmore d'Artagnan, là nguồn cảm hứng cho nhân vật d'Artagnan của nhà văn Alexandre Dumas trong Ba người lính ngự lâm. Đây cũng là quê hương của Henry III xứ Navarre, người sau này trở thành vua của Pháp với tên gọi là Henry IV.